# 1080i
1080i (viết tắt FHD và BT.709) là cụm từ viết tắt đề cặp đến sự kết hợp của khung phân giải và loại máy quét trong lĩnh vực Truyền hình độ nét cao và Video độ nét cao. Cụm từ này ám chỉ tỉ lệ khung hình rộng 16:9, độ phân giải là 1920 pixels × 1080 dòng (2.1 megapixels), và độ phân giải 50 hoặc 60 trường đan xen mỗi giây.  Định dạng này được sử dụng trong chuẩn SMPTE 292M.
Ban đầu ý tưởng chọn lựa 1080 dòng này đến Charles Poynton, người thúc đẩy "square pixels" đầu thập niên  1990 được sử dụng trong định dạng Video HD.